# エルマー・ライス

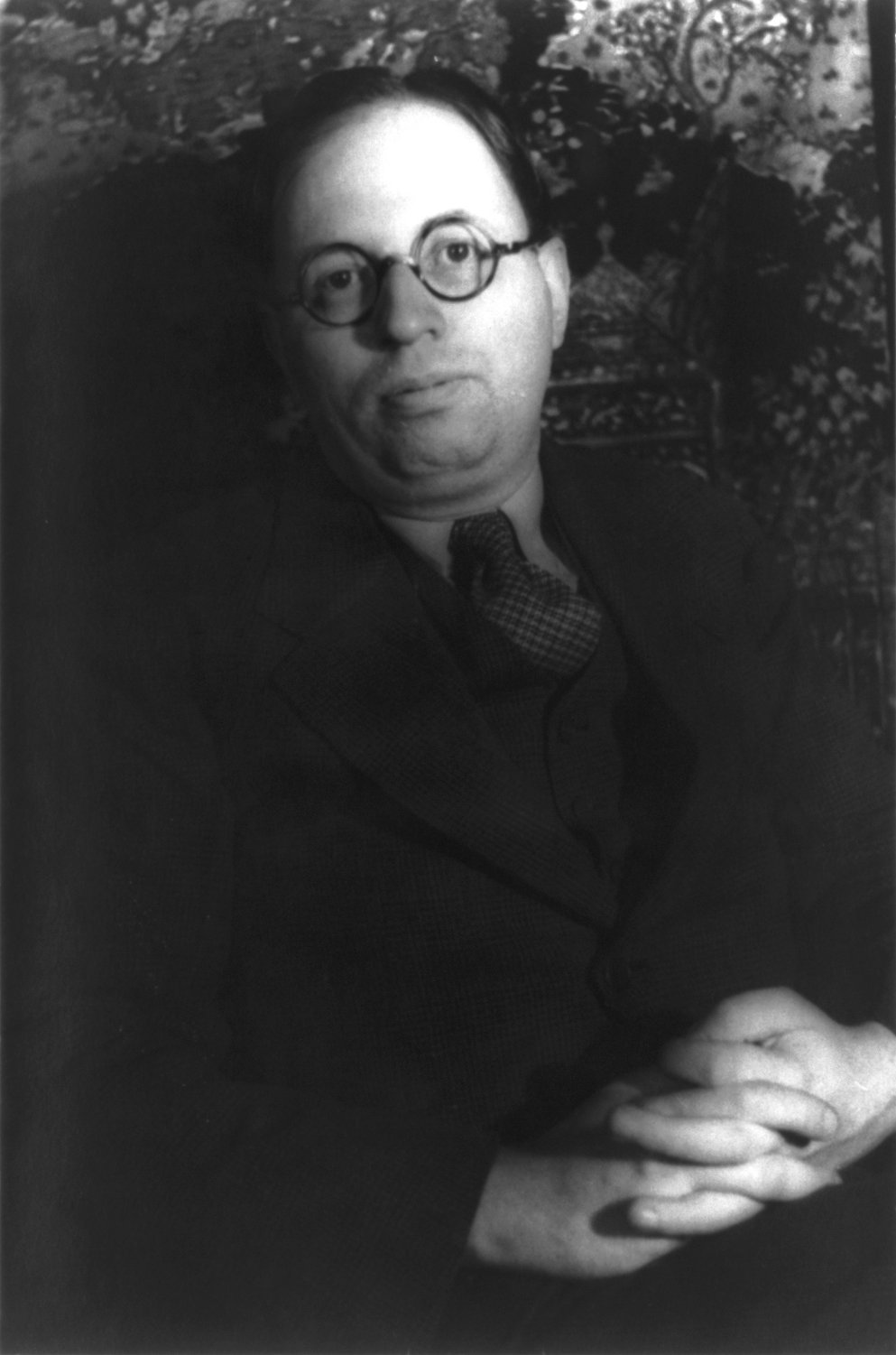
エルマー・ライス

エルマー・ライス（Elmer Rice 1892年9月28日 – 1967年5月8日）はアメリカ合衆国の脚本家。1929年『街の風景』でピューリッツァー賞 戯曲部門を受賞。

## 経歴

### 初期
ニューヨーク州ニューヨーク生まれ。本名エルマー・レオポルド・ライツェンスタイン（Elmer Leopold Reizenstein）。1912年、ニューヨーク法学校を優秀な成績で卒業し、彼は短期間法律関係の仕事をする。脚本を書き始め、最初の作品はメロドラマ風の『裁判 』（1914年）で、フラッシュバックする映画の技法をアメリカの舞台で初めて使用した作品である。

### 職歴
彼の最初の大きな寄稿は表現主義的な『計算機』（1923年）で、人の組織化の発達を諷刺し、機械の世代の帳簿係のミスター・ゼロのつまらない人生を描いている。
次の作品は後にクルト・ヴァイルによるオペラの主題となる『街の風景』（1929年）で、その現実的なスラムでの生活を記録したもので、ピューリッツァー賞 戯曲部門を受賞。『The Left Bank 』（1931年）は物質主義からの無力な逃避のためアメリカからの国外移住をはかる話、そして『Counsellor-at-Law 』 （1931年）はライスが経験した法律の現実的な面を描いた。1930年代の不況を描いた『We, the People 』（1933年）、平等な国会裁判を描いた『Judgement Day 』（1934年）、そして、矛盾するアメリカとソビエトを描いた対話劇『Between Two Worlds 』（1934年）を執筆。
これらの失敗作の後、1937年に脚本を書くためと脚本家養成所の設立を手伝うためブロードウエイに戻る。彼の後の脚本のうち、最も成功したものは想像力に富んだ女の子が実際に予想外のロマンスに遭遇するファンタジー『夢みる乙女　Dream Girl 』（1945年）。次の作品は、ハムレットを主題にした現代の精神の差異分析『Cue for Passion 』（1958年）でダイアナ・ウィンヤードが演じるガートルードのような役のグレイス・ニコルソンが出演。アメリカのドラマ『The Living Theatre 』（1960年）や自叙伝『Minority Report 』 （1964年）などが論争の的となる。
彼は連邦劇場計画の初のニューヨーク事務所長官であったが、ムッソリーニのエチオピアの侵入について書かれた連邦劇場計画の『Living Newspaper 』の政府の検閲に抗議するため1936年辞任。

### プライベート
1915年、ヘーゼル・レヴィと結婚、2人の子をもうけるが、1942年離婚。その後すぐに女優ベティ・フィールドと結婚、3人の子をもうけた後、1956年に離婚。

## 映画での描写
1994年の映画『ミセス・パーカー/ジャズエイジの華』ではジョン・ファヴローが演じた。

## 主な作品

### 舞台
- 裁判On Trial (1914年)
- The Home of the Free (1917年)
- Wake Up, Jonathan (with Hatcher Hughes, 1921年)
- 計算機The Adding Machine (1923年)
- Close Harmony (with Dorothy Parker, 1924年)
- 街の風景Street Scene (1929年) ピューリッツァー賞 戯曲部門受賞
- The Voyage to Purilia (1930年), a novel.
- Counselor-At-Law (1931年)
- We, The People (1933年)
- Not for Children (1934年)
- A New Life (1943年)
- 夢みる乙女Dream Girl| (1945年)

### 小説
- The Show Must Go On (1949年)

### 映画
- スイング・ホテル Holiday Inn (1942年)